# Церковь Воскресения Христова (Белая Холуница)
Церковь Воскресения Христова — утраченный храм в Белой Холунице. Построен между 1850 и 1861 годами в стиле эклектики вятским губернским архитектором Александром Андреевым по инициативе управляющего белохолуницким заводом Василия Пятова. Церковь Воскресения Христова была массивным четырёхстолпным пятикупольным храмом с декором в русско-византийском стиле. Рядом с храмом стояла многоярусная колокольня, которую в 1901 году объединили с храмом переходом. Церковь имела престолы Воскресения Христова, Александра Невского и Анастасии Римской. Снесён в 1962 году. На его месте ныне находится средняя школа №1. В 2006—2015 годах в Белой Холунице на другом месте был построен новый храм Воскресения Христова.